# Liste der Mitglieder des liechtensteinischen Landtags (1866)
Diese Liste führt die Mitglieder des Landtags des Fürstentums Liechtenstein auf, der aus den Landtagswahlen des Jahres 1866 hervorging. Die vom Volk zwischen dem 4. März und dem 22. April 1866 gewählten Wahlmänner trafen sich am 3. Mai 1866 im Saal des Schlosses in Vaduz. In der Sitzung des Landtags vom 9. Oktober 1865 wurde per Los bestimmt, wer zum Ende der Wahlperiode aus dem Landtag ausscheiden musste. Da nur die Hälfte der zwölf Abgeordneten alle drei Jahre neu gewählt wurden und bei der ersten Wahl überhaupt Ende 1862 alle zwölf Plätze auf einmal vergeben wurden, war dieser Schritt nötig. Die drei 1862 vom Landesfürsten ernannten Abgeordneten behielten ihre Plätze.
Jeder Wahlberechtigte wählte in seiner Gemeinde Wahlmänner, die sich dann in Vaduz trafen, um dort die Abgeordneten zu wählen. Um in den Landtag gewählt zu werden, benötigte man in den ersten beiden Wahlgängen die absolute Mehrheit aller Wahlmänner. Konnten bis dahin immer noch nicht genügend Abgeordnete gewählt werden, reichte im dritten Wahlgang die relative Mehrheit. Anschließend wurden noch nach dem gleichen Verfahren die Stellvertreter gewählt.

## Anzahl der Wahlmänner
Die Wahl der Wahlmänner fand zwischen dem 4. März und dem 22. April 1866 in den Schulhäusern jeder Gemeinde statt. Es herrschte Wahlpflicht; die Nichtteilnahme wurde mit einer Geldbusse geahndet. Wahlberechtigt waren alle Männer ab 24 Jahren, die einer Arbeit nachgingen, wobei sie in keinem Gesindeverhältnis stehen durften. Ausgeschlossen waren diejenigen, die Armenunterstützung bezogen, vor Gericht angeklagt oder schuldig gesprochen oder nur aus Mangel an Beweisen freigesprochen worden waren. Dafür war das Wahlrecht nicht an das Vermögen oder das Steueraufkommen eines Wählers geknüpft und jede Stimme zählte gleich viel.
Die Anzahl der Wahlmänner, die eine Gemeinde stellte, richtete sich nach der Anzahl der Einwohner der Gemeinde. Für 100 Einwohner stellte sie zwei Wahlmänner, wobei die Einwohnerzahl auf volle 100 kaufmännisch gerundet wurde. Für die Landtagswahl 1866 stellten die elf Gemeinden folgende Wahlmänner.
| Gemeinde     | Wahlmänner |
| ------------ | ---------- |
| Balzers      | 20         |
| Eschen       | 18         |
| Gamprin      | 6          |
| Mauren       | 20         |
| Planken      | 2          |
| Ruggell      | 12         |
| Schaan       | 20         |
| Schellenberg | 6          |
| Triesen      | 16         |
| Triesenberg  | 20         |
| Vaduz        | 16         |
| Gesamt       | 156        |

## Liste der Mitglieder
Die Wahlmänner trafen sich am 3. Mai 1866 im Saal des Schlosses in Vaduz, um den Landtag von Liechtenstein zu wählen, von 156 Wahlmännern waren 154 anwesend. Am 9. Oktober 1865 war ausgelost worden, dass Josef Erni, Andreas Kieber, Baptist Quaderer, Christoph Wanger, Josef Bargetze und Franz Wolfinger austreten mussten, sie konnten sich aber durchaus nochmal zur Wahl stellen. In den ersten beiden Wahlgängen war die absolute Mehrheit nötig, im dritten reichte die relative. Nach der Wahl der Abgeordneten wurden deren Stellvertreter nach dem gleichen Prinzip gewählt. Im ersten Wahlgang wurden zwei gewählt, im zweiten weitere zwei und die letzten beiden schließlich im dritten Wahlgang. Zum Schluss wurde ein Stellvertreter gewählt.
| Name                     | Bemerkungen                                             |
| ------------------------ | ------------------------------------------------------- |
| Josef Bargetze           | Zweiter Wahlgang, nahm die Wahl nicht an                |
| Johann Baptist Beck      | Zweiter Wahlgang                                        |
| Johann Baptist Büchel    | 1862 gewählt                                            |
| Josef Erni               | Erster Wahlgang                                         |
| Wilhelm Schlegel         | 1862 gewählt, legte sein Amt am 26. Oktober 1868 nieder |
| Anton Gmelch             | Ernannt, legte sein Amt am 29. Mai 1867 nieder          |
| Markus Kessler           | 1862 gewählt                                            |
| Franz Josef Kind         | Ernannt                                                 |
| Franz Anton Kirchthaler  | 1862 gewählt                                            |
| Johann Georg Marxer      | Ernannt                                                 |
| Baptist Quaderer         | rückte für J. Bargetze nach                             |
| Karl Schädler            | 1862 gewählt                                            |
| Johann Josef Schafhauser | 1862 gewählt                                            |
| Alois Schlegel           | Dritter Wahlgang                                        |
| Karl Wilhelm Schlegel    | Ernannt, zog für A. Gmelch ein                          |
| Christoph Wanger         | Dritter Wahlgang                                        |
| Franz Wolfinger          | Erster Wahlgang                                         |

## Liste der Stellvertreter
Nach den Abgeordneten wurden deren Stellvertreter gewählt. Ebenfalls wurde hier in den ersten zwei Wahlgängen eine absolute Mehrheit und im dritten Wahlgang eine relative Mehrheit benötigt. Der einzige 1866 gewählte Stellvertreter, Baptist Quaderer, ein Gastwirt aus Schaan, zog für Josef Bargetze in den Landtag ein, der die Wahl nicht annahm.